# Notitia
Als Notitia bezeichnet die Diplomatik die frühmittelalterlichen Urkunden, die in der dritten Person und in der Vergangenheit abgefasst, als Beweis für ein vollzogenes Rechtsgeschäft dienen. Die Rechtsgültigkeit der Notitia entsteht insbesondere durch den Hinweis auf die Öffentlichkeit des Rechtsgeschäfts (notum sit omnibus) und die Zeugenliste (testes huius rei sunt: …). Die Mehrzahl solcher Urkunden ist nicht im Original, sondern als Abschrift in einem Traditionsbuch überliefert. Sie ist insbesondere zwischen dem 8. und 13. Jahrhundert in Gebrauch gewesen.
Die Diplomatiker streiten darüber, ob eine solche Notiz nur als Erinnerungsstütze (Oswald Redlich) oder als selbständige Urkunde (Heinrich Brunner, Heinrich Fichtenau, Joachim Wild) angesehen werden kann.